# Tramvajová doprava v Lipsku
Německé město Lipsko, nacházející se ve spolkové zemi Sasko, disponuje vlastní sítí tramvajové dopravy. Jedná se o třetí největší síť v celém Německu (po Kolíně nad Rýnem a Berlíně), její délka se pohybuje na 146 km. Cestujícím slouží přes 500 zastávek a 40 tramvajových smyček.

## Historie
Dějiny lipské tramvajové sítě sahají až do 19. století. Roku 1871 získali dva zdejší podnikatelé licenci k provozování koňské tramvaje a 18. května 1872 zprovoznili první úsek tramvajové sítě; jednalo se o okruh kolem centra města. Ještě v témže roce následovaly i další nové úseky. Od roku 1896 je celý provoz elektrifikován. Do roku 1917 zde fungovalo několik dopravců, poté však došlo k jejich sloučení a sjednocení sítě do jednoho celku. Tento proces trval několik let.
V 70. letech 20. století došlo k vzestupu motorismu, což dopravní situaci ve městě ztížilo. Byl proto přebudován Tröndlinring, okruh kolem centra města, který je též důležitou tepnou i v tramvajové dopravě. V časech NDR byla rovněž i budována nová sídliště (východ města), a tak bylo nutné provoz postupně rozšiřovat tak, aby byla zajištěna dopravní obslužnost i těchto oblastech. Mnohých nových úseků se tak tramvajová síť dočkala v letech 1983, 1986 a 1989. Kromě toho se také prodloužily již stávající tratě.
Po roce 1990 bylo zrušeno mnoho tramvajových úseků (stejně jako na konci let šedesátých), tentokrát však důvodem byly úspory poté, co se změnily společenské podmínky. Nevytížené tratě již nebylo možné dále podporovat, a tak byly nahrazeny jiným druhem dopravy a síť jako celek byla přeuspořádána k větší efektivitě.

## Současný stav
V současné době zde jezdí patnáct tramvajových linek. V letech 2005–2007 bylo do Lipska dodáno 24 nízkopodlažních tramvají Bombardier Flexity Classic (typ NGT12-LEI) výrobce Bombardier Transportation. V letech 2010–2012 bylo nakoupeno dalších 9 tramvají NGT12-LEI za 29 milionů EUR. 26. března 2015 společnost LVB objednala čtyři tramvaje Solaris Tramino (NGT10) u společnosti Solaris Bus & Coach s možností nákupu dalších 43 kusů během následujících pěti let. Tramvaje mají v počtu 41 kusů nahradit do roku 2020 soupravy tramvají T4D+T4D+B4D.